# Choisel
Choisel est une commune française située dans le département des Yvelines en région Île-de-France.
Ses habitants sont appelés les Choiséliens.

## Géographie

Localisation de Choisel dans les Yvelines.

### Localisation
Choisel se trouve dans le sud-est des Yvelines et dans la vallée de Chevreuse, à la limite de l'Essonne, à environ 20 km au sud-ouest de Versailles et 15 km au nord-est de Rambouillet.
Cette petite commune rurale se trouve dans le périmètre du parc naturel régional de la Haute Vallée de Chevreuse et abrite le château de Breteuil.

### Communes limitrophes
| Dampierre-en-Yvelines | Saint-Forget | Chevreuse                 |
| Senlisse              | Choisel      | Boullay-les-Troux Essonne |
| Cernay-la-Ville       | Bullion      | Pecqueuse Essonne         |

### Hydrographie
La commune est irriguée par le ruisseau d'Écosse-Bouton, affluent de l'Yvette, qui prend sa source au centre du territoire communal à environ 160 m d'altitude au lieudit la Grange aux Moines et s'écoule en direction du nord-est dans une vallée encaissée avant de rejoindre l'Yvette à Chevreuse. Il reçoit sur sa rive droit, dans le bourg de Choisel, le ruisseau d'Herbouvilliers.
Dans le sud de la commune, le ruisseau de Prédécelles qui prend sa source à la ferme du même nom s'écoule vers l'est et se jette dans la Rémarde.

### Hameaux de la commune
- La Ferté,
- Herbouvilliers,
- le Buisson,
- les Ecarts.

Habitats isolés : le Bel Air, Predecelles, Houlbran.

### Voies de communication et transports

#### Réseau routier
Elle est desservie par la route départementale D 906 (ex-nationale N 306) qui relie Rambouillet à la vallée de Chevreuse et à Paris.

#### Desserte ferroviaire
Aucune dans la commune. Gare RER de Saint-Rémy-lès-Chevreuse à 5 km.

#### Bus
La commune est desservie par les lignes 39.303 et 39.35A du réseau de bus Centre et Sud Yvelines.

### Climat
Pour des articles plus généraux, voir Climat de l'Île-de-France et Climat des Yvelines.
En 2010, le climat de la commune est de type climat océanique dégradé des plaines du Centre et du Nord, selon une étude du CNRS s'appuyant sur une série de données couvrant la période 1971-2000. En 2020, Météo-France publie une typologie des climats de la France métropolitaine dans laquelle la commune est exposée à un climat océanique altéré et est dans la région climatique Sud-ouest du bassin Parisien, caractérisée par une faible pluviométrie, notamment au printemps (120 à 150 mm) et un hiver froid (3,5 °C).
Pour la période 1971-2000, la température annuelle moyenne est de 10,7 °C, avec une amplitude thermique annuelle de 15 °C. Le cumul annuel moyen de précipitations est de 705 mm, avec 11,1 jours de précipitations en janvier et 7,8 jours en juillet. Pour la période 1991-2020, la température moyenne annuelle observée sur la station météorologique installée sur la commune est de 11,1 °C et le cumul annuel moyen de précipitations est de 709,1 mm,. Pour l'avenir, les paramètres climatiques de la commune estimés pour 2050 selon différents scénarios d'émission de gaz à effet de serre sont consultables sur un site dédié publié par Météo-France en novembre 2022.
| Mois                                  | jan.             | fév.             | mars           | avril         | mai           | juin           | jui.           | août          | sep.         | oct.          | nov.            | déc.             | année      |
| ------------------------------------- | ---------------- | ---------------- | -------------- | ------------- | ------------- | -------------- | -------------- | ------------- | ------------ | ------------- | --------------- | ---------------- | ---------- |
| Température minimale moyenne (°C)     | 1,3              | 1                | 3,1            | 5             | 8,4           | 11,4           | 13,2           | 13            | 10,1         | 7,4           | 4,1             | 1,6              | 6,6        |
| Température moyenne (°C)              | 4                | 4,4              | 7,5            | 10,1          | 13,8          | 17             | 19,2           | 19            | 15,4         | 11,6          | 7,2             | 4,2              | 11,1       |
| Température maximale moyenne (°C)     | 6,7              | 7,7              | 11,9           | 15,3          | 19,2          | 22,6           | 25,1           | 25            | 20,8         | 15,8          | 10,4            | 6,9              | 15,6       |
| Record de froid (°C) date du record   | −14,2 14.01.1979 | −13,5 07.02.1991 | −10,4 13.03.13 | −4,5 15.04.19 | −1 07.05.1997 | 2,2 04.06.1991 | 4,9 19.07.1974 | 4,3 21.08.14  | 1,8 30.09.12 | −4 30.10.1997 | −9,5 24.11.1998 | −10,6 29.12.1996 | −14,2 1979 |
| Record de chaleur (°C) date du record | 15,5 27.01.03    | 18,5 24.02.1990  | 24 29.03.1989  | 28 21.04.18   | 31,6 28.05.17 | 36,4 27.06.11  | 37,5 01.07.15  | 39,5 06.08.03 | 33 05.09.13  | 28,5 03.10.11 | 21 08.11.15     | 16,5 07.12.00    | 39,5 2003  |
| Précipitations (mm)                   | 61,4             | 51,7             | 51,5           | 48,9          | 67,8          | 61,5           | 52,4           | 56,3          | 51,6         | 65,8          | 64,7            | 75,5             | 709,1      |

## Urbanisme

### Typologie
Au 1er janvier 2024, Choisel est catégorisée commune rurale à habitat dispersé, selon la nouvelle grille communale de densité à sept niveaux définie par l'Insee en 2022.
Elle est située hors unité urbaine. Par ailleurs la commune fait partie de l'aire d'attraction de Paris, dont elle est une commune de la couronne,. Cette aire regroupe 1 929 communes,.

### Occupation des solssimplifiée
Le territoire de la commune se compose en 2017 de 92,18 % d'espaces agricoles, forestiers et naturels, 3,84 % d'espaces ouverts artificialisés et 3,98 % d'espaces construits artificialisés.

### Occupation des sols détaillée
Le tableau ci-dessous présente l'occupation des sols de la commune en 2018, telle qu'elle ressort de la base de données européenne d’occupation biophysique des sols Corine Land Cover (CLC).
| Type d’occupation                             | Pourcentage | Superficie (en hectares) |
| --------------------------------------------- | ----------- | ------------------------ |
| Tissu urbain discontinu                       | 2,8 %       | 25                       |
| Terres arables hors périmètres d'irrigation   | 62,5 %      | 559                      |
| Vergers et petits fruits                      | 5,9 %       | 53                       |
| Prairies et autres surfaces toujours en herbe | 0,9 %       | 8                        |
| Forêts de feuillus                            | 27,9 %      | 250                      |
| Source : Corine Land Cover                    |             |                          |

## Toponymie
Le nom de la localité est attesté sous les formes Soyscium au XIIIe siècle, Soisellum, Soiseium, Casellum, Soisey au XIIIe siècle, Soisay en 1225, Soisei.
Choisel, écrit d'abord « Soisé », pourrait dériver du mot latin sosius parfois attribué aux augets fixés aux roues de moulin ou bien du bas-latin caucellus, -sorte de vase, des augets (« gobelet », « pot ») des roues à augets, qui faisaient fonctionner les moulins à eau, qui est à l'origine de nombreux noms de moulins.

### Micro-toponymie
Le nom du hameau La Ferté est attesté sous la forme « Cortem dictam de Feritate »,, « Guillelmi de Feritate » en 1071. Le toponyme La Ferté représente l'ancien français ferté qui procède du gallo-roman firmitate, issu du latin firmitas, firmitate et qui signifie généralement « place forte » ou « château fort ».

## Histoire
Les seigneurs de Gometz puis de Chevreuse sont parfois associés au toponyme de La Ferté. Au Moyen Âge, le hameau de la Ferté dans la commune de Choisel est situé sur une route secondaire qui quitte la haute vallée de la Chevreuse par un affluent de l’Yvette, pour rejoindre la route de Chartres par Rambouillet. Le site occupe un éperon dans une zone frontière entre les diocèses de Paris et de Chartres. Ce site  est bien un fief fortifié comme son étymologie l’atteste. Ce que confirment de nombreuses sources. La Ferté en tant que fief fortifié est attestée dans les sources au plus tard en 1290. En 1485, Colard de Chevreuse, seigneur de Chevreuse est cité avec un vassal qui tient de lui les fiefs de Beufvilliers, du Boucq et de la Ferté. En 1526, dans une même liste de dépendance entre un chevalier et la seigneurie de Chevreuse, sont cités : 40 arpents de landes et pâturages audit lieu pendant sur le village et château de la Ferté.
Le terroir de Choisel appartient donc aux seigneurs de Chevreuse depuis au moins le XIVe siècle.
Lors de la Libération, une section de l'armée du général Leclerc en route vers Paris passa par Choisel et les bois de la commune portent encore des traces de violents combats.

## Politique et administration

### Liste des maires
| Période                                  | Période                   | Identité         | Étiquette | Qualité |
| ---------------------------------------- | ------------------------- | ---------------- | --------- | --- |
| Les données manquantes sont à compléter. |                           |                  |           | |
| mars 1971                                | mars 2001                 | Robert Delorozoy | UDF       | Chef d'entreprise, président de la CCI de Versailles Député européen (1979 → 1984, 1986 → 1989 et 1993 → 1994) Conseiller régional d'Île-de-France |
| mars 2001                                | avril 2014                | Claude Juvanon   | UMP       | |
| mars 2014                                | En cours (au 23 mai 2020) | Alain Seigneur   | SE        | Retraité |

## Population et société

### Démographie

#### Évolution démographique
L'évolution du nombre d'habitants est connue à travers les recensements de la population effectués dans la commune depuis 1793. Pour les communes de moins de 10 000 habitants, une enquête de recensement portant sur toute la population est réalisée tous les cinq ans, les populations de référence des années intermédiaires étant quant à elles estimées par interpolation ou extrapolation. Pour la commune, le premier recensement exhaustif entrant dans le cadre du nouveau dispositif a été réalisé en 2005.

En 2022, la commune comptait 537 habitants, en évolution de −2,36 % par rapport à 2016 (Yvelines : +2,72 %, France hors Mayotte : +2,11 %).
| 1793 | 1800 | 1806 | 1821 | 1831 | 1836 | 1841 | 1846 | 1851 |
| ---- | ---- | ---- | ---- | ---- | ---- | ---- | ---- | ---- |
| 358  | 377  | 385  | 390  | 303  | 412  | 407  | 432  | 450  |

| 1861 | 1866 | 1872 | 1876 | 1881 | 1886 | 1891 | 1896 | 1901 |
| ---- | ---- | ---- | ---- | ---- | ---- | ---- | ---- | ---- |
| 423  | 443  | 437  | 436  | 406  | 425  | 418  | 411  | 407  |

| 1906 | 1911 | 1921 | 1926 | 1931 | 1936 | 1946 | 1954 | 1962 |
| ---- | ---- | ---- | ---- | ---- | ---- | ---- | ---- | ---- |
| 437  | 362  | 301  | 375  | 388  | 342  | 285  | 334  | 393  |

| 1968 | 1975 | 1982 | 1990 | 1999 | 2005 | 2006 | 2010 | 2015 |
| ---- | ---- | ---- | ---- | ---- | ---- | ---- | ---- | ---- |
| 391  | 461  | 462  | 551  | 538  | 513  | 518  | 525  | 539  |

| 2020 | 2022 | - | - | - | - | - | - | - |
| ---- | ---- | - | - | - | - | - | - | - |
| 540  | 537  | - | - | - | - | - | - | - |

#### Pyramide des âges
En 2018, le taux de personnes d'un âge inférieur à 30 ans s'élève à 29,7 %, soit en dessous de la moyenne départementale (38 %). À l'inverse, le taux de personnes d'âge supérieur à 60 ans est de 29,6 % la même année, alors qu'il est de 21,7 % au niveau départemental.
En 2018, la commune comptait 267 hommes pour 284 femmes, soit un taux de 51,54 % de femmes, légèrement supérieur au taux départemental (51,32 %).
Les pyramides des âges de la commune et du département s'établissent comme suit.
| Hommes | Classe d’âge | Femmes |
| ------ | ------------ | ------ |
| 0,8    | 90 ou +      | 0,7    |
| 6,5    | 75-89 ans    | 8,6    |
| 20,2   | 60-74 ans    | 22,3   |
| 27,5   | 45-59 ans    | 24,5   |
| 14,9   | 30-44 ans    | 14,7   |
| 13,4   | 15-29 ans    | 12,2   |
| 16,8   | 0-14 ans     | 16,9   |

| Hommes | Classe d’âge | Femmes |
| ------ | ------------ | ------ |
| 0,6    | 90 ou +      | 1,4    |
| 6      | 75-89 ans    | 7,8    |
| 13,5   | 60-74 ans    | 14,8   |
| 20,7   | 45-59 ans    | 20,1   |
| 19,6   | 30-44 ans    | 19,9   |
| 18,5   | 15-29 ans    | 16,8   |
| 21,2   | 0-14 ans     | 19,2   |

### Enseignement
Aucune école actuellement.

### Activités festives
La fête de la Saint-Jean, avec feu d'artifice et feu de joie dans lequel est brûlé un mannequin d'osier, est la principale fête du village. Cette fête inclut un buffet et un concert. Il y a parfois des concerts dans le vieux lavoir.
Un vide-greniers est organisé chaque année.

## Économie
- Agriculture.
- Commune résidentielle.
- Tourisme.

## Culture locale et patrimoine

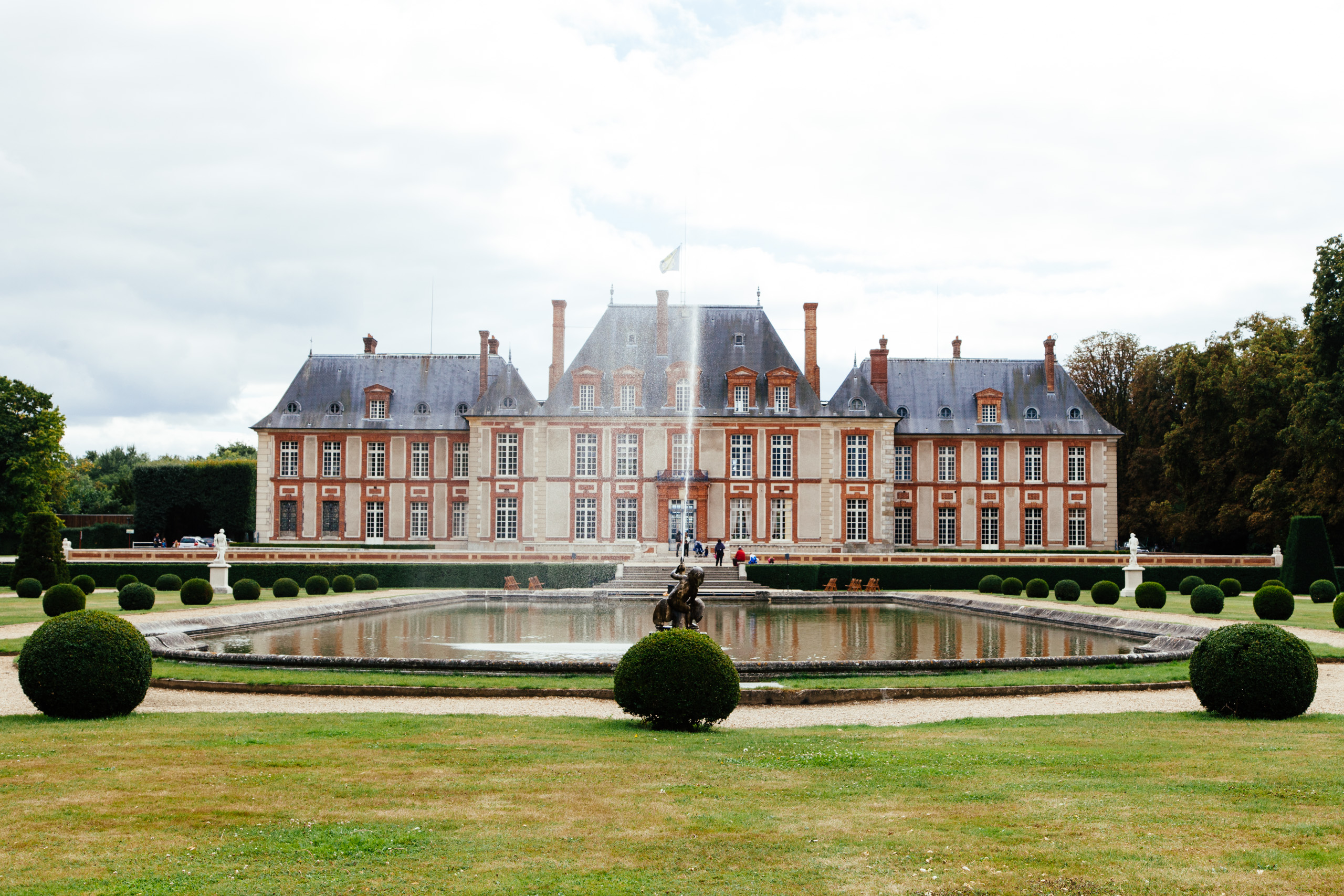
Le château de Breteuil.

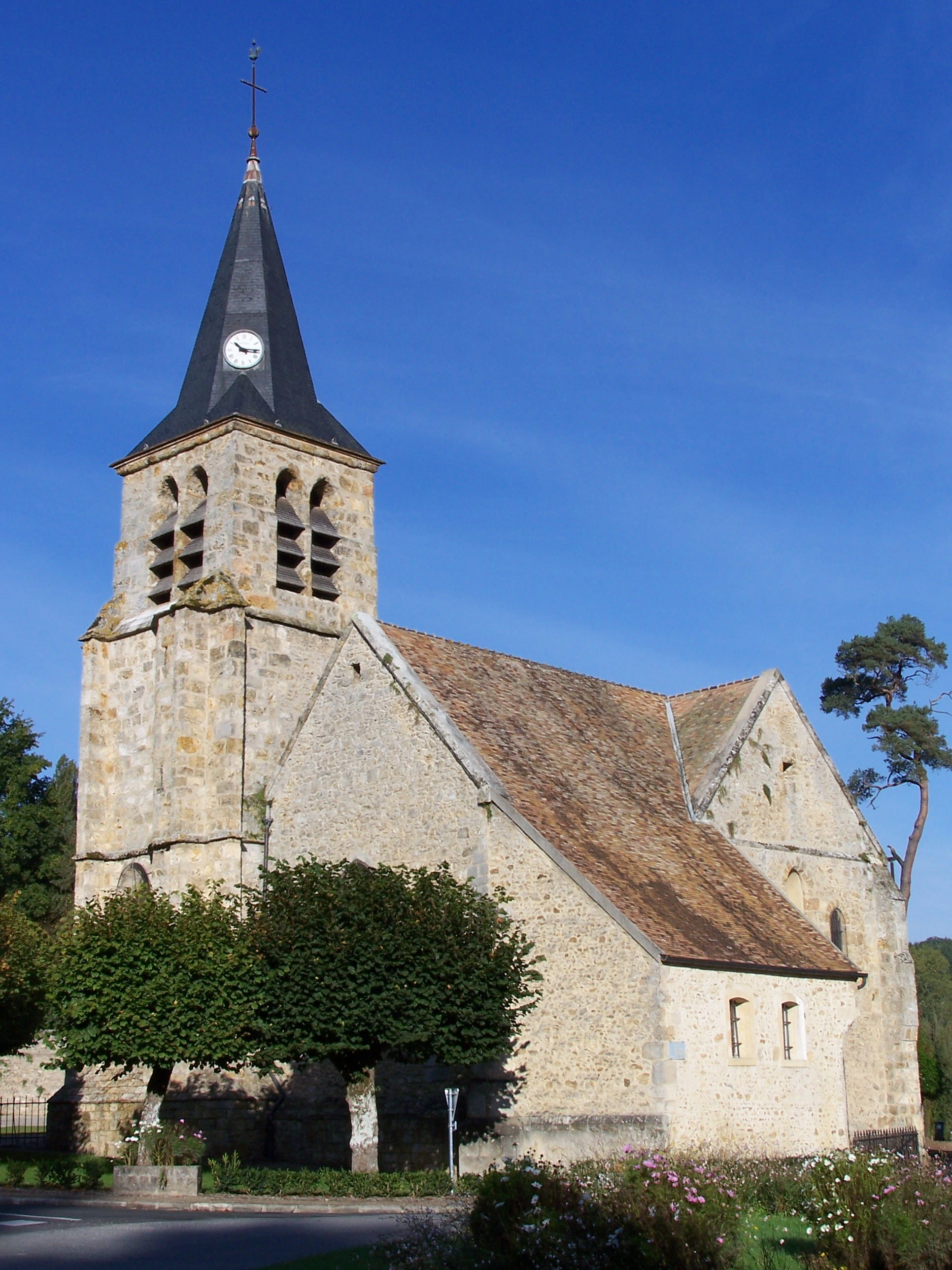
L'église Saint-Jean-Baptiste.

### Lieux et monuments
- Le château de Breteuil, construction du XVIe siècle restaurée au XIXe siècle et au début du XXe siècle  Classé MH (1973)[24].
- L'église Saint-Jean-Baptiste, XIIIe siècle  Inscrit MH (1982)[25],[26].
- Le lavoir, clos sur les quatre côtés avec deux portes d'accès, date du XVIIIe siècle et a été restauré en 1999. Il est alimenté par l'eau de l'Écosse Bouton.
- Blockhaus souterrain datant de la Seconde Guerre mondiale.

### Personnalités liées à la commune
- Louis Clément (1765-1822), militaire français, né à Choisel et baptisé dans l'église Saint-Jean-Baptiste.
- Émilie de Breteuil (1706-1749), femme de lettres, mathématicienne et physicienne[réf. nécessaire].
- Louis Valtat (1869-1952), peintre français, a résidé dans la commune, à La Rimorière.
- Ingrid Bergman (1915-1982), actrice suédoise, a résidé dans la commune, à La Ferté, pendant une vingtaine d'années.
- Michel Tournier (1924-2016), écrivain français, a résidé dans le presbytère et y est enterré.
- Michel Rocard (1930-2016), homme politique français et ancien Premier ministre, a habité à La Ferté.

### Héraldique
| Blason de Choisel | Blason  | De gueules à la bande d'azur bordée de deux filets d'argent, chargée de trois roues de moulin d'argent et accompagnée en chef d'un arbre d'or et en pointe d'une fleur de lys du même. Devise / CriBien y être. |
| Blason de Choisel | Détails | Adopté par la municipalité. |